# Schwerz
Schwerz este o comună din landul Saxonia-Anhalt, Germania.